# De transmieter
Heer Bommel en de transmieter (in boekuitgaven/spraakgebruik verkort tot De transmieter) is een verhaal uit de Bommelsaga, geschreven en getekend door Marten Toonder. Het verhaal verscheen voor het eerst op 17 mei 1973 en liep tot 27 juli van dat jaar. Thema: Import van Sciencefiction -apparatuur in Rommeldam.

## Samenvatting
Een gros zonnewenden bij ons vandaan ligt AO. Op zekere dag wordt aldaar de kwikker ZYX7 met zijn dramdrijver eropuit gestuurd om een transmieter aan OB0 te bezorgen. Het is een afgelegen adres want het valt buiten de tripstraal. Hij verdwaalt jammerlijk in de dichte mist in de buurt van Rommeldam en vraagt commissaris Bulle Bas naar OB Nul. Hij wordt voor OB doorverwezen naar kasteel Bommelstein, hoewel de commissaris moeite heeft in de dichte mist de juiste richting aan te geven.
Heer Bommel wordt door een lummel in een 'huiverkracht' omvergereden. De bestuurder noemt het een dramdrijver en zoekt OB Nul. Hij is de weg verloren omdat de tripstraal niet meer werkt. Heer Bommel stelt zich voor als Olivier B. Bommel. Maar omdat deze wegpiraat hem OB Nul noemt vraagt hij hem zijn naam. De vreemdeling maakt zich bekend als ZYX7. Hij overhandigt de transmieter, volgens heer Bommel een kleine schrijfmachine. Hij werkt volgens de laatste spelling. Je drukt de letters en draait de hendel. De kasteelheer vraagt wat er dan gebeurt. De kwikker antwoordt: "Dan wordt wat je hebben wilt, getransmieterd naar waar je het hebben wilt! Je bent OB Nul toch wel?". Onder de ogen van zijn vriend Tom Poes, die toevallig langs loopt, verklaart Heer Bommel dat hij OB persoonlijk is. 
Het eerste wat de kasteelheer invalt, is de zin "tapac in myn pyp" en dat lukt meteen. Als de twee vrienden bij het kasteel aankomen, horen ze een passerende landbouwer tegen Joost klagen dat de tabak uit zijn pijp is verdwenen. Met de transmieter kun je dus stoffelijke zaken verplaatsen, maar de nieuwe eigenaar heeft dat niet meteen goed door. Het begint met een wens van heer De Dupe die turfcement wil gaan maken. De vinding wordt ontvreemd bij uitvinder Kazimier Kriel. 
De volgende dag stuit heer Bommel op een protestdemonstratie van uitvinders en popgroepen. Kazimier Kriel is de woordvoerder, want die is zijn uitvinding kwijt. Hoewel Tom Poes hem gewaarschuwd had voor ellende ergens in het toestel, typt de kasteelheer "eerste klasse steun". Het gevolg is dat ambtenaar eerste klasse Dorknoper met een onbestaanbare fout in zijn systeem zit. 
De volgende ochtend wordt de kasteelheer toegezongen. Er zijn mooie subsidies uitgedeeld. Commissaris Bulle Bas luistert mee en hoort over Bommels goede relaties bij de overheid. Ambtenaar Dorknoper legt Bulle Bas uit dat er geld van de E29 is omgebogen richting popgroepen. Hij vertrouwt het niet. Dat is de stadscomputer die de vroegere ambtelijke molen heeft vervangen. De enige ambtenaar ter plekke is referendaris Korstiaan Kreut (afgebeeld als schildpad). Ook ambtenaar Dorknoper ontkomt niet aan formulieren in drievoud, voor het indienen van zijn klachten betreffende E29-OBB. Korstiaan geeft aan dat er een kortsluiting zou kunnen zijn. 
Heer Bommel is inmiddels in gesprek met Krag Hutjemut en zijn vrouw. Ze hebben woonruimte nodig. De bouwmaterialen van Diderikus de Dupe worden bijna onder zijn ogen ontvreemd op het moment dat ambtenaar Dorknoper even met schadeformulieren in drievoud langs komt. De volgende dag krijgt heer Bommel de complimenten van Krag. De tunnelstukken en pijpleidingen zijn heel geschikt om doe-het-zelf-woningen van te maken. Heer Bommel heeft nu de smaak te pakken en ook Super en Hieper krijgen geld voor de gevraagde handel in tweedehands auto's. 
Ambtenaar Dorknoper en politiechef Bulle Bas praten elkaar bij. Er is in één week een nieuwe woonwijk gebouwd tegen de bestaande bebouwing aan zonder bouwer en zonder vergunning. De bewoners verwijzen naar heer Bommel. Super en Hieper komen langs in een mooie sportauto. Verderop treffen ze de uitgeputte kwikdrijver aan. Hij heeft al in geen dagen meer kwik gegeten en zoekt de E29. Terwijl Super hem aan de praat houdt ziet hij zijn dramdrijver zich verwijderen met Hieper als 'vreugderijder'. Heer Zijks, zoals ZYX7 door Heer Bommel genoemd wordt, spoedt zich naar het kasteel om de transmieter te lenen. Hij merkt op dat de batterij bijna leeg is door het veelvuldig en grootschalig gebruik. De terugroepactie door de transmieter van de dramdrijver heeft tot gevolg dat het op afstand bestuurde voertuig Super omver rijdt. Op Bommelstein wordt ook Joost met de thee omver gereden, die buiten zou worden opgediend. De dramdrijver vertrekt nu in zijn voertuig, met achterlating van de bewusteloze Hiep Hieper. Tom Poes komt de uitleg van de transmieter nog eens uit de doeken doen. Het is geen wensapparaat maar een verplaatsapparaat. Commissaris Bulle Bas houdt heer Bommel in de gaten. Na het vertrek van Tom Poes komt ambtenaar Dorknoper dringend om inlichtingen vragen.   Tom Poes probeert uit te leggen dat de rekenkamer in moeilijkheden komt door de transmieter. Heer Bommel gaat nu een uitkering voor een dichter aanvragen bij de transmieter, waar de rekenkamer buiten moet blijven. De andere ochtend meldt zijn bank reeds per post dat de kasteelheer zelf deze uitkering gaat betalen. "Het is wel bitter." Maar hij weet nu dat Tom Poes gelijk heeft. 
De volgende ochtend wil Bulle Bas dat heer Bommel schoon schip maakt. Hij geeft hem nog een één dag om te bekennen. Hij vertelt alvast aan ambtenaar Dorknoper dat Bommel schuldig is. Maar hij kan het niet bewijzen. De ambtenaar  krijgt bericht van referendaris Korstiaan Kreut van de stadsrekenkamer. Er zit een fout in de E29-lijn. De OBB-lijn heeft er niets mee te maken. Heer Bommel is dus nu volgens Dorknoper onschuldig, maar de kasteelheer denkt daar zelf anders over. Hij vraagt om hulp bij 'Heer Zijks', die uitgeput in zijn dramdrijver zit. Heer Bommel wil alles weer ongedaan maken. ZYX7 vertelt dat hij de dropslip nodig heeft, waar alles op geregistreerd staat. In de zwartdoos. "Onder de bovenste keien." Heer Bommel besluit  naar professor 'Prillewopski' te gaan.
Professor Prlwytzkofsky is eerst niet geïnteresseerd in een schrijfmachine. Bij nadere beschouwing ziet hij echter een "fenomenaler transporter". Referendaris Korstiaan Kreut spreekt intussen ambtenaar Dorknoper streng toe. Alle computerfouten moeten worden hersteld. Volgens de hoogste ambtenaar wordt dit overwerk voor Dorknoper. Intussen staat in het lab de professor likkebaardend naar de transmieter te kijken. Hij pakt een schroevendraaier en daarna een breekijzer. Het apparaat valt in ontelbare onderdelen uit elkaar. Heer Bommel ontvlucht het stadslaboratorium en stuit op Tom Poes. Die denkt dat de dropslip een soort kassarol is. 
Ambtenaar Dorknoper weet niet waar te beginnen. Toen heer Bommel nog werd verdacht, kon hij nog in de OBB-lijn zoeken. Hij bestudeert de dropslip in code. Onleesbare code is geen bezwaar; de computer kan dat aan. Hij vraagt aan Tom Poes of heer Bommel er toch iets mee te maken heeft? Tom Poes zegt: "Iets, maar buiten zijn schuld". Ambtenaar Dorknoper heeft er aan het eind van de dropslip gekomen alle vertrouwen in.
Later komen ambtenaar Dorknoper en Tom Poes zich melden. Heer Bommel is onschuldig. Tom Poes komt op voor de binnenkort nieuwe gedupeerden als alles weer zal worden teruggedraaid. De Dupe, Kriel en Hutjemut.
Vele dagen later komt Heer Bommel aanrijden in zijn Oude Schicht bij het huisje van Tom Poes. Hij heeft alles goedgemaakt.

## Voetnoot
1. ↑  Het verhaal bevat veel soms maar half vertaalde termen en uitdrukkingen uit het Engels.
2. ↑  https://resolver.kb.nl/resolve?urn=ddd:010461307:mpeg21:a0080 48 strips in de Amigoe di Curacao
3. ↑  AO staat ook voor 'Administratieve Organisatie'.
4. ↑  De wezens verbruiken kwik, galactische bezorgdienst.
5. ↑  Onderweg vertrouwt ZXY7 de atmosfeer al niet. "Karbon of wellicht oxygeen?"
6. ↑  ZYX7 heeft al meegedeeld dat vanwege de nieuwe spelling het aantal letters is beperkt.

## Hoorspel
- De transmieter in het Bommelhoorspel